# 이치다촌 (아이치현)
이치다촌(市田村)은 일본 아이치현 나카시마군에 설치되었던 촌이다. 현재의 이나자와시의 남동부, 기요스시의 북부에 해당한다.